# Вазална држава
Вазална држава је било која држава која је на неки начин подређена другој држави. Вазал је у овом случају владар, не сама подређена држава. Бити вазал често значи и пружати војну помоћ доминантној држави када она то захтева; понекад се подразумева и плаћање данка, али држава која то ради боље се може описати термином трибутарна држава. Једноставније речено, вазална држава мора да пружа војну помоћ доминантној држави. Данас су чешће у употреби термини марионетска држава, протекторат и придружена зависна држава.

## Древна Кина
Од времена када је владала династија Џоу (1046—770 п. н. е.) све до династије Хан (206 п. н. е. — 220. н. е.), постојало је много вазалних држава у древној Кини.
Ове државе су могле да буду мали градови-државе али и вазали који су под контролом имали велике делове територије као што је то држава Чу или држава Ћи. Једна од ових вазалних држава касније је покорила Кину и ујединила је (за време првог владара Ћина Шија Хуанга).

## Османско царство
Османско царство (1299—1923) контролисало је велик број трибутарних и вазалних држава у периферним деловима своје територије. Вазалство је имало неколико различитих облика, па је неким државама било дозвољено да изаберу свог вођу док су остале морале да плаћају данак за своју земљу.
Током 18. века Османско царство је контролисало много вазалних и трибутарних држава, међу којима су кнежевине Влашка и Молдавија, те Кримски канат.

## Троја за време Хетита
Троја је била вазална држава Хетита, поред осталих територија Арзаве.